# Tabula rasa
 For alternative betydninger, se Tabula Rasa (flertydig). (Se også artikler, som begynder med Tabula Rasa)
Tabula rasa (fra latin: ubeskrevet eller ren tavle) henviser til den erkendelsesteoretiske ide at mennesket fødes uden indbygget bevidsthedsindhold, og at al viden derfor stammer fra sansning og perception. Fortalere for tabula rasa er generelt uenige i teorien om medfødte ideer, tesen at bevidstheden er født med erkendemæssigt indhold. Generelt set er tilhængerne af tabula rasa også tættere på kultursiden i "natur vs. kultur"-debatten med hensyn til aspekter af menneskets personlighed, sociale og følelsesmæssige adfærd, viden og kognitive evner.

## Baggrund
Tabula rasa er et latinsk udtryk der often oversættes med "rengjort tavle". Det stammer oprindeligt fra den romerske tabula, der var en vokstavle der brugtes til noter. Den gjordes blank ved at man opvarmede voksen og dernæst jævnede overfladen.

## Filosofi
I filosofien kan tabula rasa-begrebet spores til Aristoteles. Han skriver i sin afhandling "Περί Ψυχῆς" (De Anima eller Om sjælen) om den "ubeskrevne tavle." I en af de mest kendte passager i værket skriver han at:
Have not we already disposed of the difficulty about interaction involving a common element, when we said that mind is in a sense potentially whatever is thinkable, though actually it is nothing until it has thought? What it thinks must be in it just as characters may be said to be on a writing-tablet on which as yet nothing stands written: this is exactly what happens with mind.
Ideen blev videreudviklet i græsk filosofi af den stoiske skole. Ifølge den stoiske erkendelsesteori starter bevidstbeden med at være tom, men erhverver sig viden efterhånden som den ydre verden efterlader sit aftryk på bevidstheden. Doxografen Aetius opsummerer synspunktet således: "When a man is born, the Stoics say, he has the commanding part of his soul like a sheet of paper ready for writing upon." Diogenes Laertius tilskriver stoikeren Zenon fra Kition et lignende synspunkt, idet han skriver i Fremragende filosoffers liv:
Perception, again, is an impression produced on the mind, its name being appropriately borrowed from impressions on wax made by a seal; and perception they divide into, comprehensible and incomprehensible: Comprehensible, which they call the criterion of facts, and which is produced by a real object, and is, therefore, at the same time conformable to that object; Incomprehensible, which has no relation to any real object, or else, if it has any such relation, does not correspond to it, being but a vague and indistinct representation.
I det trettende århundrede bragte Thomas Aquinas begrebet frem i forreste række i den kristne teologi. Begrebet stred mod den platoniske opfattelse af menneskets sjæl som noget der ekststerede i himmelen før fødslen, før den blev sendt ned for at få en krop på jorden. (Se Platons Phaidon og Apologien, og andre af hans dialoger). Bonaventura var en af Aquinas' skarpeste intellektuelle modstandere, der kom med nogen af de stærkeste argumenter for Platons lære om bevidstheden.
Den moderne udgave af teorien stammer dog hovedsageligt fra John Lockes udgave af ideen i hans Essay Concerning Human Understanding (han bruger betegnelsen "hvidt papir" i Bog II, Kap. I, 2). I Lockes filosofi er tabula rasa tesen, at ved fødslen er menneskets bevidsthen en "ubeskrevet tavle" uden regler for at behandle data, og at både data og regler for at behandle data udelukkende formes af ens sansemæssige erfaring. Denne tese er central for Lockes empirisme. En andet aspekt af teorien er individets frihed til at forme deres egen sjæl. Individet er frit til at bestemme deres personlighed, men deres basale identitet som et medlem af den menneskelige art kan ikke ændres. Denne tese om en fri, selvdannet bevidsthed, kombineret med en uforanderlig menneskelig natur, leder til Lockes doktrin om naturlige rettigheder. Lockes ide om tabula rasa sammenlignes ofte med Thomas Hobbes menneskesyn, hvor mennesket er udstyret med bevidsthedsindhold, f.eks. med selviskhed.
I 1700-tallet brugte Jean-Jacques Rousseau tabula rasa til at støtte sit argument om at krig skyldes samfundet og landbruget, og ikke er noget der sker i den menneskelige naturtilstand. Rousseau mente at krig var noget der blev lært. De mest kendte kritikere i den tidlige moderne filosofi var Leibniz og Immanuel Kant, der begge havde forskellige teorier om medfødte ideer.
Tabula rasa optræder også i Sigmund Freud's psykoanalyse. Freud mener at personlighedstræk formes af dynamikken i familier, f.eks. af Ødipuskomplekset. Freuds teori implicerer at mennesker ikke har nogen fri vilje, men også at den genetiske påvirkning på menneskets personlighed er minimal. 
I det tyvende århundredes socialvidenskaber blev tabula rasa-konceptet populært. Dette var en reaktion mod eugenikken, der hævdede at "blodet" bestemte menneskets personlighed og evner, idet denne ansås for at være racistisk. Allerede fra 1970erne hævdede forskere som John Money f.eks. at køn var socialt konstrueret, og ikke havde noget genetisk basis.
Lingvisten Noam Chomsky er en stærk kritiker af tabula rasa i nutiden, med hans generative lingvistik.